# Osfresiolàgnia
L'osfresiolàgnia o olfactofília (del lat. olfacte 'olfacte', i del gr. φιλία philia 'amor'), també coneguda com a osmolagnia (del gr. osme 'olor', i lagneia 'luxúria'), és una parafília que consisteix en l'atracció o excitació sexual causada per olors que emanen del cos humà, especialment aquells provinents de les àrees sexuals o aixelles.

## Història
L'austríac Sigmund Freud, el pare de la psicoanàlisi moderna, va usar el terme osfresiolagnia per referir-se al plaer causat per les olors.
Per la seva banda el Campbell's Psychiatric Dictionary inclou aquesta parafília dins de les denominades paròsmies, és a dir, les distorsions del sentit de l'⁣olfacte.

## Art
Artistes plàstics com Slava Mogutin o Johnny Alexandre Abbate han utilitzat elements que remeten a l'erotisme de l'olfactofília, com ara la representació de models amb mitjons bruts.

## Nota i referències
1. ↑  «osfresiolàgnia - Cercaterm». TERMCAT. [Consulta: 20 agost 2022].
2. ↑  «Paraphilias». Arxivat de l'original el 25 de maig de 2013.
3. ↑  Money, John. Lovemaps: Clinical Concepts of Sexual/Erotic Health and Pathology, Paraphilia, and Gender Transposition in Childhood, Adolescence, and Maturity
“Mapas de amor: Conceptos clínicos de la salud y patología sexual/erótica, parafilia y transposición de género en la niñez, adolescencia y madurez”), Prometheus Books, Buffalo, estado de Nueva York, 1986, ISBN 0879754567.
4. ↑  Freud, Sigmund. «Collected Papers: Three case histories» p. 77.   Collier Books, 01-01-1963.
5. ↑  R. J. Campbell, Campbell's Psychiatric Dictionary, Oxford University Press (OUP), Nueva York, 2004 p.483
6. ↑  Óscar Esquivias. «El olor y el deseo», 15-12-2017. [Consulta: 10 gener 2019].